# Adletzberg
Adletzberg ist eine Ortschaft und eine Katastralgemeinde der Gemeinde Herzogenburg im Bezirk St. Pölten-Land in Niederösterreich. Die Ortschaft hat 74 Einwohner (Stand 1. Jänner 2024).

## Geografie
Der Ort, an dem seitlich der Reidlinggraben vorüber führt, befindet sich am östlichen Ende des Gemeindegebietes von Herzogenburg und besteht im Kern aus einer Straße, an dem sich beidseitig mehrere landwirtschaftliche Anwesen aufreihen.

## Geschichte
Im Jahr 1822 wird der Ort als ein Dorf mit 19 Häusern beschrieben, das nach Gutenbrunn eingepfarrt war; auch die Kinder wurden in Gutenbrunn eingeschult. Die Ortsobrigkeit besaß die Herrschaft Herzogenburg und die Landgerichtsbarkeit übte die Herrschaft Gutenbrunn aus. Die Konskription oblag der Herrschaft Sitzenberg.
Laut Adressbuch von Österreich waren im Jahr 1938 in Adletzberg ein Gastwirt, ein Gemischtwarenhändler, zwei Landesproduktehändler, eine Milchgenossenschaft, ein Schmied und einige Landwirte mit Direktvertrieb ansässig.